# Thory (Yonne)
Pour les articles homonymes, voir Thory.
Thory est une commune française située dans le département de l'Yonne en région Bourgogne-Franche-Comté.

## Géographie

### Géologie
Le territoire de cette commune, séparée de celle de Lucy-le-Bois depuis 1870, comprend 825 hectares dont l'altitude extrême est de 309 mètres au plateau de Vaudran. le terrain, tout en côtes présente la même constitution géologique que celui de Lucy-le-Bois, sauf que le Lias supérieur ou marnes à ciment y est plus développé et s'étend sous le village. C'est à lui que sont dues les prairies des versants qui font la richesse du pays. On a fait quelques recherches de la pierre à ciment au bas de la butte de la Vaire. Une source ferrugineuse recherchée du bétail doit cette qualité aux troncs d'arbres fossiles imprégnés de fer que contient le calcaire du Lias. L'assise franchement calcaire, qui recouvre les marnes à ciment et qu'on appelle calcaire bajocien ou encore calcaire à entroques, se montre au-dessus du village. Il a fourni de la pierre de taille pour les anciennes murailles d'Avallon, et il est entré dans la construction du clocher de Lucy-le-Bois. Plus haut encore, s'élève la masse de calcaires marneux, puis de calcaires durs qui ont fourni de la lave pour les toits, enfin des lits de calcaires qui tiennent du silex et dont se sert l'empierrement des routes. Le calcaire a aussi servi à faire de la Chaux : le lieu-dit Le Fourneau en a gardé le souvenir. Sur le plateau, aux abords du chemin du Val-de-le-Nef, on rencontre des pierres roulantes d'un grès ferrugineux que les Gaulois ont fondu.«  C'est un reste de l'étage de sable et d'argile faisant partie de l'étage de la craie ; ces couches recouvraient nos contrées, puis elles ont été emportées par les eaux ne laissant que les matériaux plus lourds. On trouve cet étage de sable, d'argile et de blocs de grès simulant des couches aux environs de Toucy et de Saint-Sauveur. On signale un accident singulier de terrain dans la partie supérieure des calcaires appelée l'étage bathonien qui a fourni le marbre ». C'est un puits naturel situé dans le bois de Thory, au lieu-dit la Chaume Joliveau. Il était connu au XVIIIe siècle ; la carte de Cassini y place une ferme dite de "Saint-Martin ou de la Grotte".«  Ce puits a été  exploré par un ingénieur, M. Le Couppey de la Forest, qui lui a trouvé 30 mètres de profondeur sans annexes de galeries latérales.»

### Hydrographie

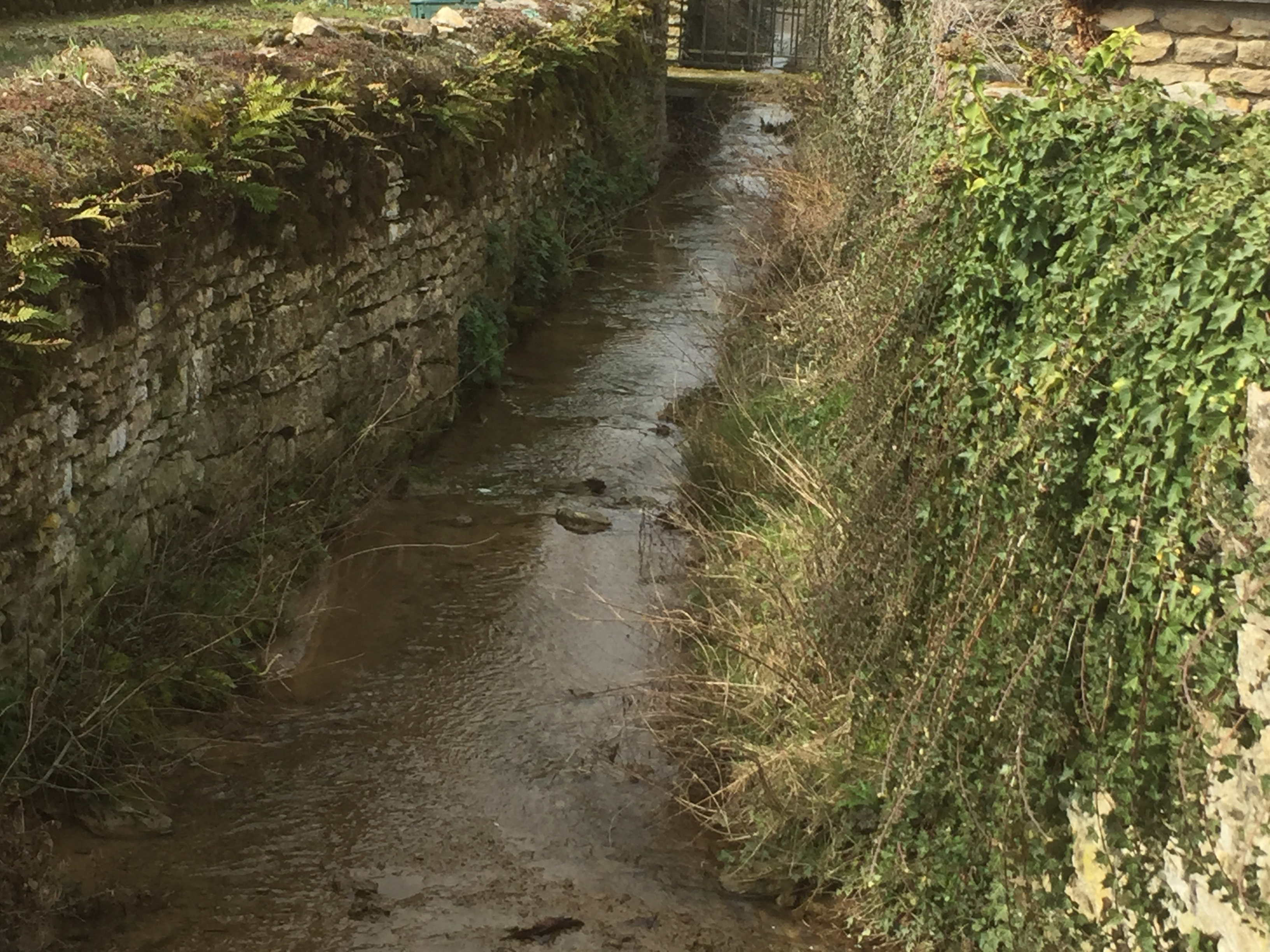
Ruisseau de Leverlin.

Comme la composition du terrain de sous-sol le fait comprendre, l'eau doit se trouver partout à Thory. Un petit ruisseau qui ramasse les eaux superficielles traverse le village et se jette dans le Vau-de-Bouche à l'entrée de Lucy-le-Bois, mais de plus, quatre fontaines alimentent abondamment la commune :
1. La Réchotte, qui sort à gauche de l'ancien château, entretient un lavoir.
2. La source du Ru-de-Vau, qui se situe Rue de Vau, dans un bosquet. Elle est la source du ru du même nom.
3. La fontaine Daguin, qui a fourni de l'eau à tout le village dans les grandes sécheresses et qui entretient un lavoir.
4. La source de Léverlin, la plus abondante, située près du chemin de Coutarnoux, elle est la source du Ruisseau de Leverlin, le ruisseau qui traverse le village. Elle alimentait un ancien étang entre la Rue de Vau et la Rue de Daguin.

« Cet ensemble de prises d'eau se complète par un guilleron ou petite pièce d'eau de forme circulaire de 30 mètres de diamètre entourée d'un mur de pierres de taille. Ce bassin, qui reçoit les eaux du petit ru des Chevaux, est un abreuvoir du bétail. » Ce guilleron a été asséché dans les années 1995, et est maintenant la Place du Guilleron.

Sources de Thory
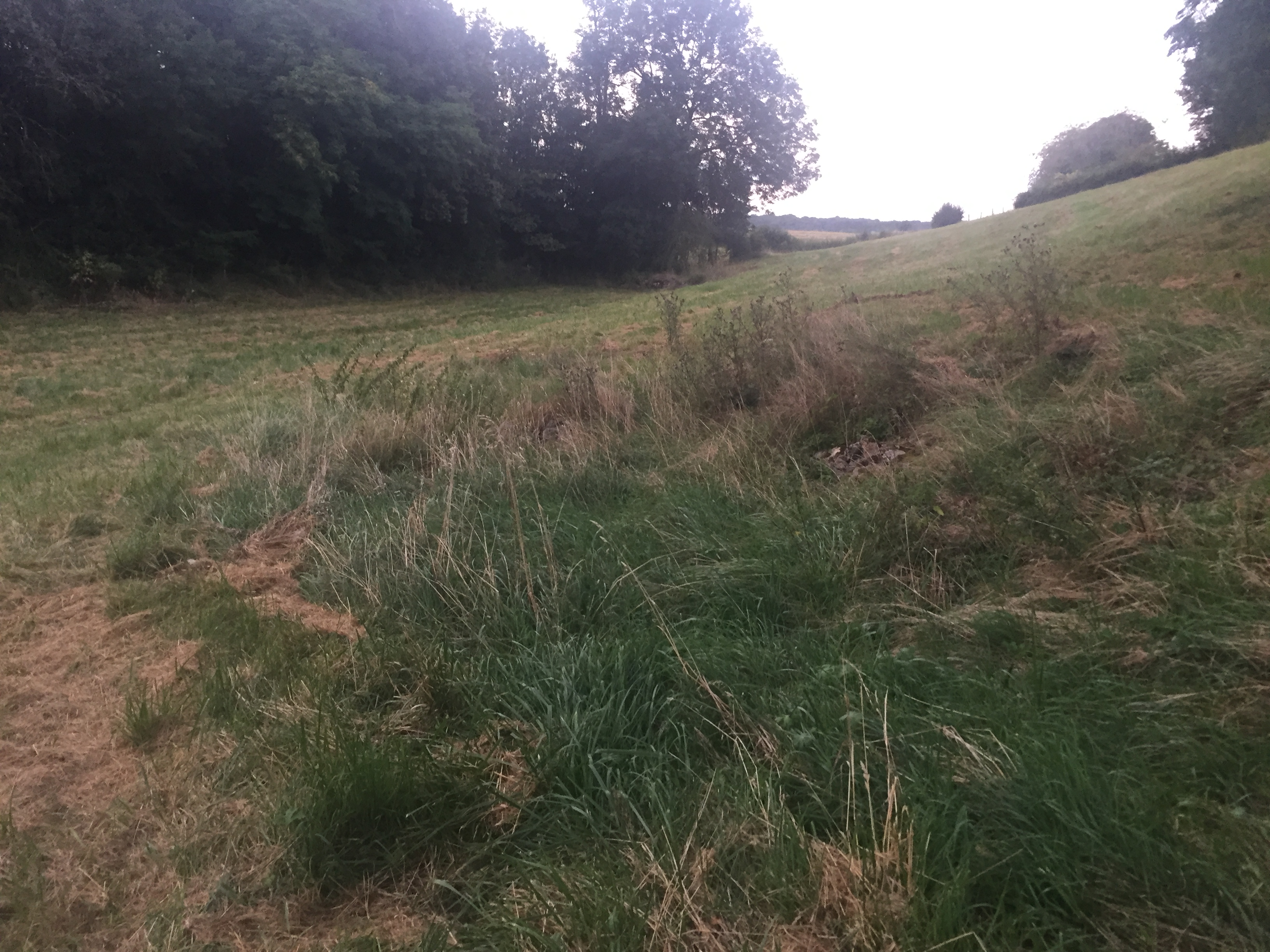
Le Léverlin
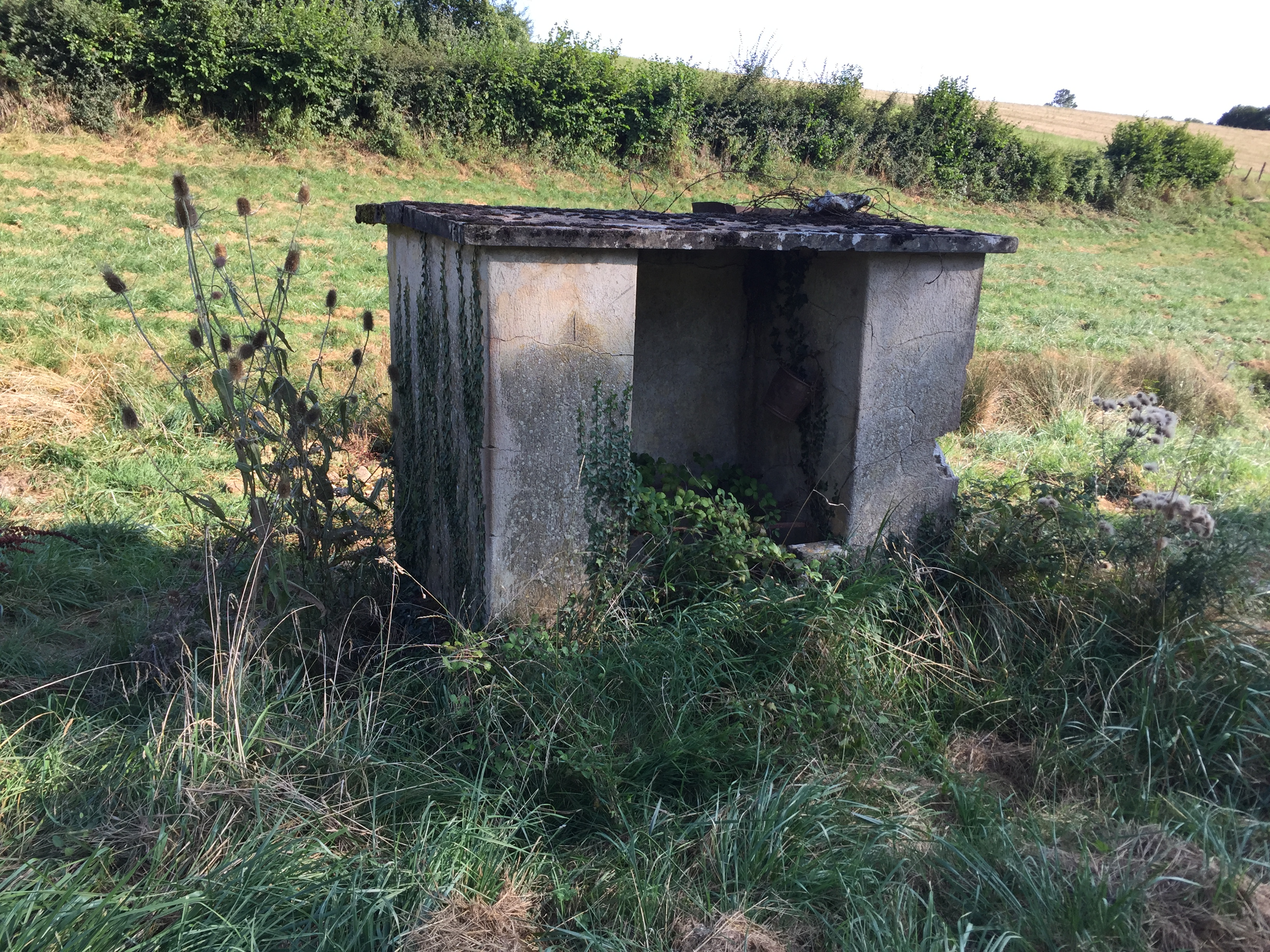
Puits du Léverlin (deuxième source du Léverlin)
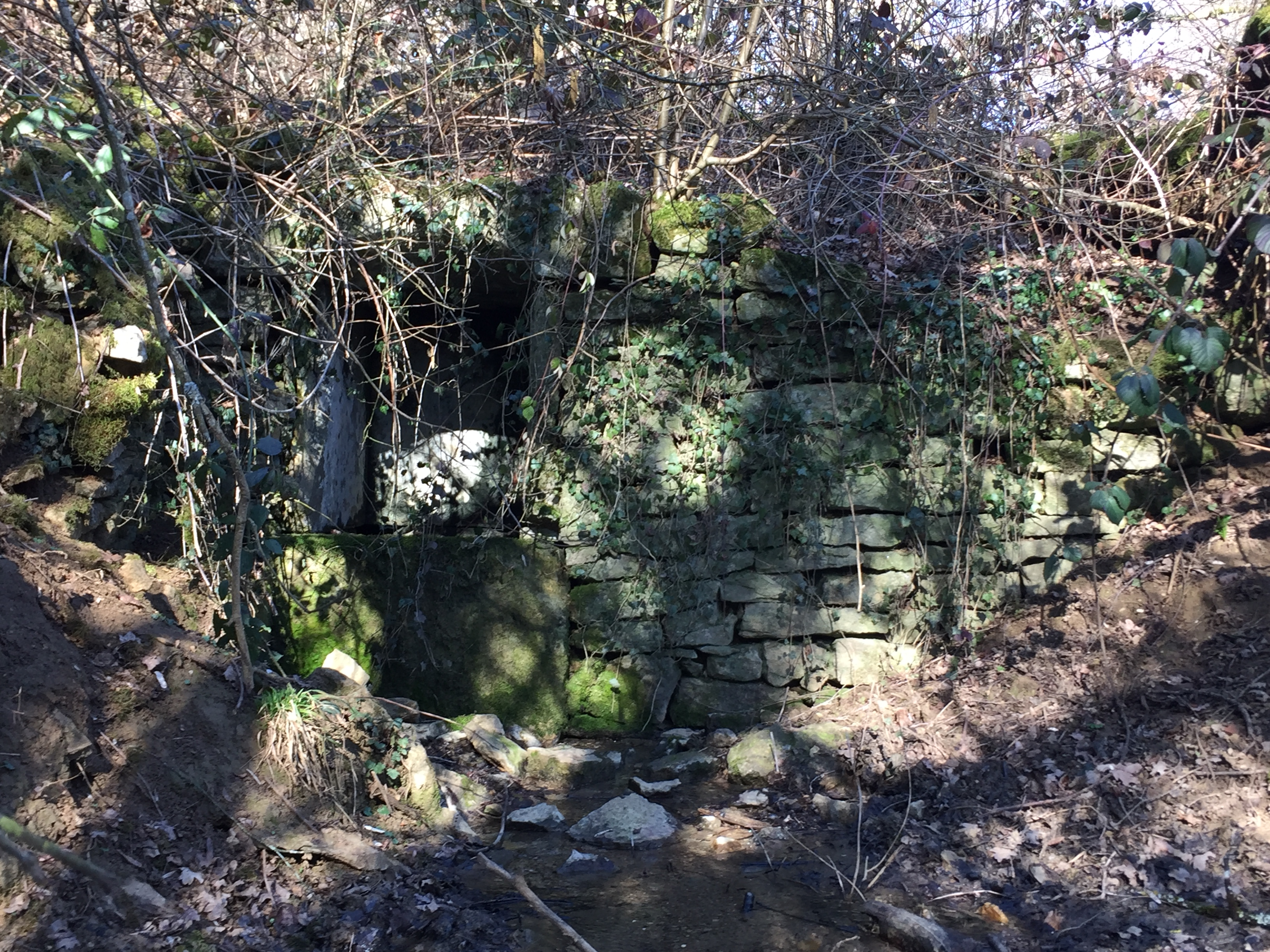
Ru-de-Vau

Lavoirs de Thory
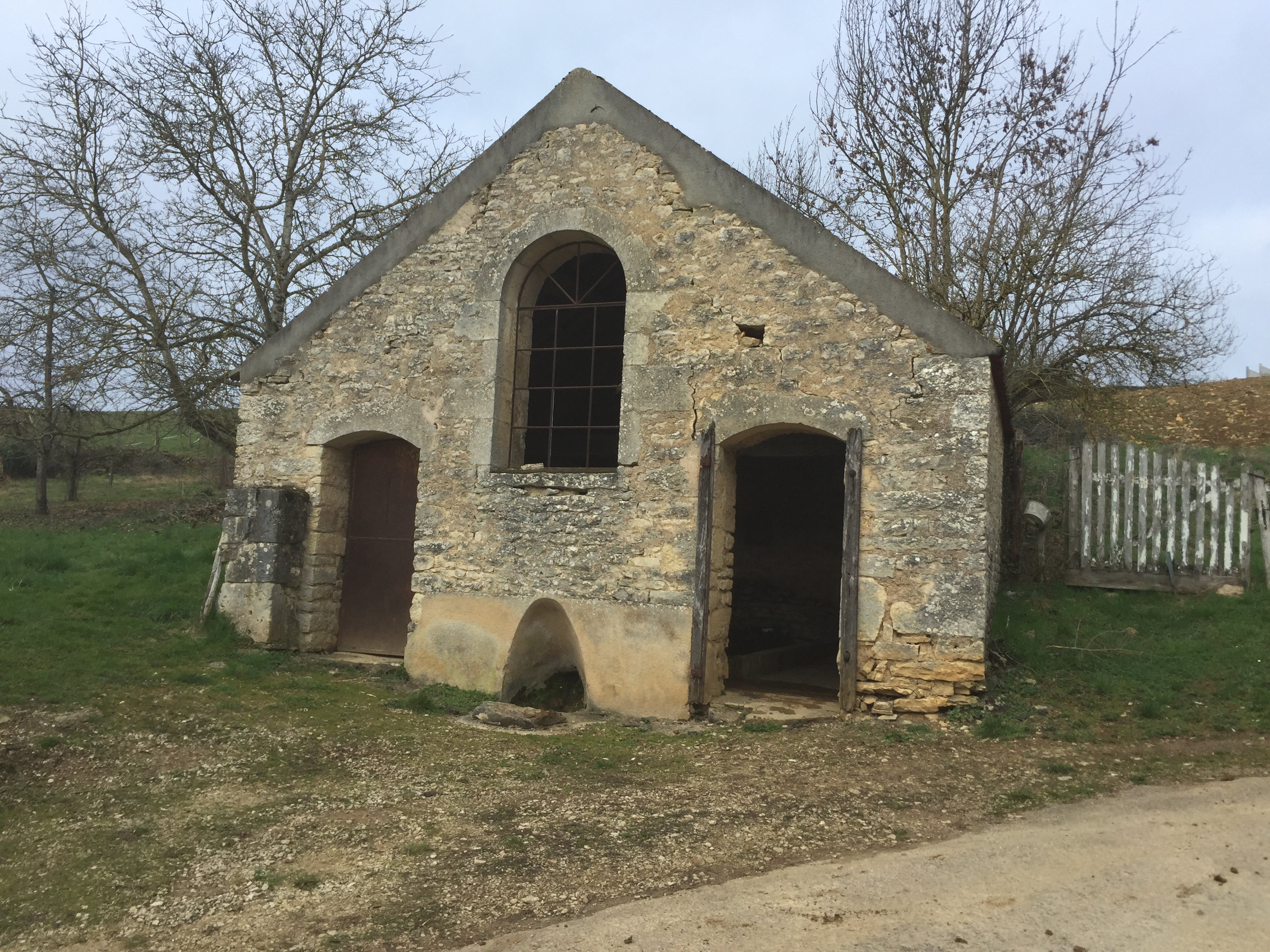
Lavoir de la Réchotte
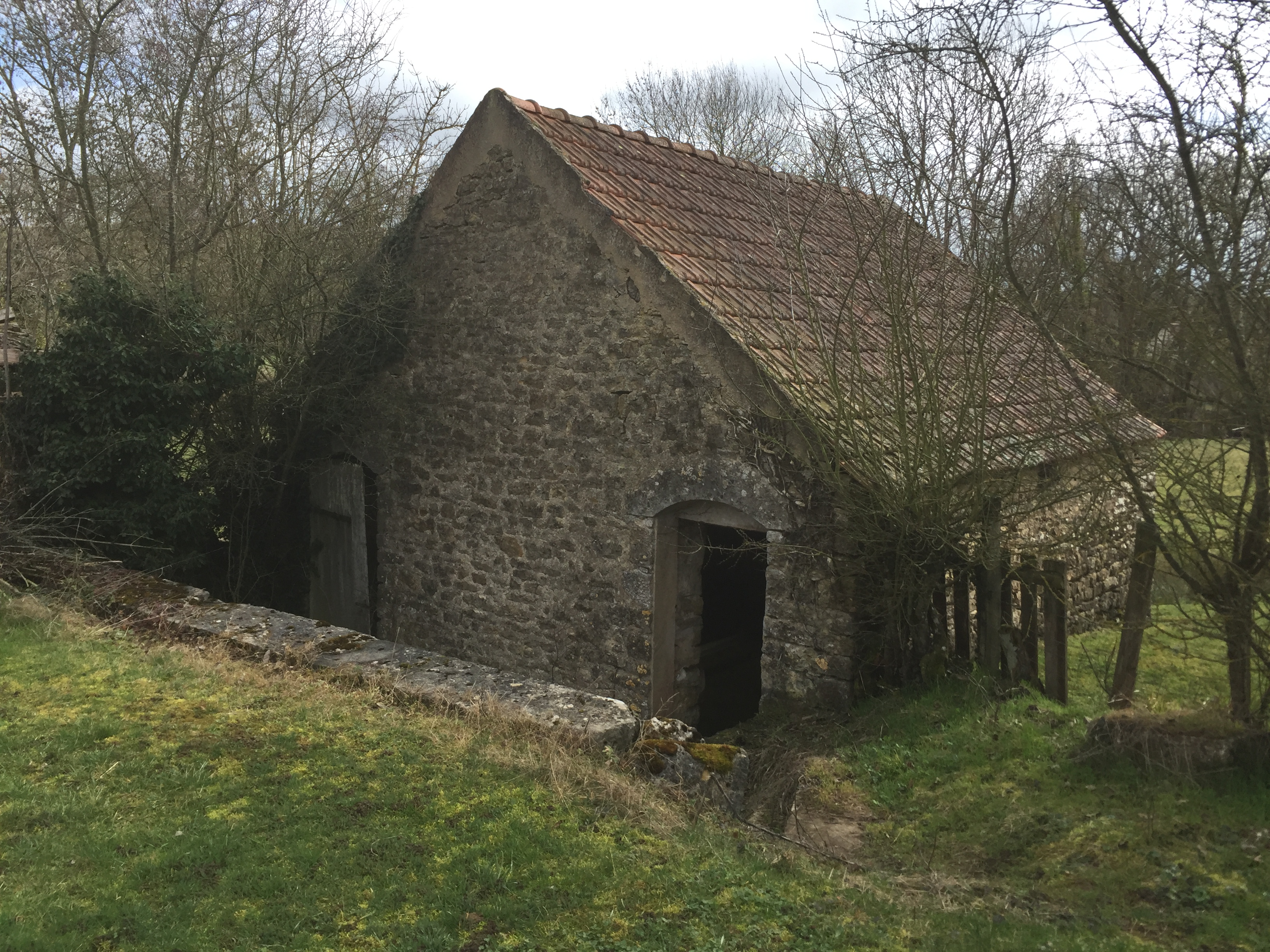
Lavoir Daguin

### Les hameaux
- Le Petit-Thory. « Au XVIe siècle, il existait à l'est du village, à un kilomètre, un hameau dont l'emplacement s'appelle le Petit-Thory. Il occupait le flanc de la colline tournée au midi qui borde le chemin de Provency. On trouvait sur 100 mètres de longueur des pierres de construction alors que les terres étaient en culture. On attribue à la peste la disparition de ce groupe de maisons »[2]
- Bourg-Moreau est situé entre Thory et le Petit Thory. Le cœur du hameau se trouve rue Orbaine, côté est. Dans les années 1870, ce hameau n'était composé que d'une dizaine de maisons, mentionné comme « un pâté serré d'habitations que limitent un chemin et un ruisseau »[2]. Elles étaient rattachées à la Champagne alors que Thory appartenait à la Bourgogne ; on sait qu'en 1486 le seigneur de l'Isle-sur-Serein y avait deux meix ou maisons notables appartenant à Jean et à Guillaume Moreau. Aujourd'hui, le Bourg-Moreau est confondu avec le village, mais on le retrouve encore mentionné dans les cartes. On remarque encore des écussons au linteau d'une porte, au 3 rue Orbaine.
- Vaudran : Vers 1165, Bure de Prey, seigneur de la tour qui domine Provency, et fondateur de l'abbaye de Marcilly, donne à ce monastère, « le champ de Vaudrain, l'Aubue, la Rue et le bois Burot »[2]. Marcilly  donne par échange à Oudard d'Étaules, petit-fils de Bure de Prey, en 1346 « la métairie et la grange de Vaudran et le bois Burot de quatre cents arpents, de plus, le moulin d'Aquin situé sous la Vère »[2]. Vaudran a perdu ses habitants en 1573 et il ne restait qu'un propriétaire en 1853 qui s'est marié dans la chapelle de Vaudran en 1830[2]. En 1870 les bâtiments sont en ruines : il ne reste qu'une cheminée du XVIe siècle, un linteau de porte avec un trèfle à quatre feuilles et figures en losange. Actuellement, on ne voit plus que des parties de murs qui formaient deux des quatre anciens bâtiments. La chapelle de Vaudran décrite par l'Abbé Tissier, comme « une simple salle carrée de quatre mètres de côté, éclairée par une œil-de-bœuf à la porte et deux autres au-dessus de l'autel », n'est plus qu'un amas de pierres sur la gauche de l'entrée du hameau.
- Saint-Martin. C'était une métairie située dans le bois Saint-Martin ou bois Candault. Elle est notée sur la carte de Cassini sous le nom de "La Grotte". Elle est citée dans l'accord entre Hugues IV, duc de Bourgogne, et l'abbé de Saint-Martin d'Autun, sous le nom de "Grange-du-Bois-Saint-Martin", dans l'échange visant à créer l'abbaye de Marcilly sous le nom de "Saint-Martin d'Ostun", dans le terrier du 21 octobre 1510 sous le nom de "Saint-Martin d'Autun", et dans l'Acquisition des terres de Thory et de la Cour d'Origny (1758), sous le nom de "métairie Saint-Martin ou la Grotte". On sait, d'après ce dernier document, que la métairie avait un « cens perpétuel de trois livres onze sols huit deniers » à l'abbé de Saint-Martin[4]. Aujourd'hui, le hameau n'est plus qu'un amas de pierres : on perçoit les traces de 3 bâtiments, un grand et deux plus petits, l'un d'eux adossé sur le grand. On peut retrouver ces ruines entre le Crot Bougis et le bois Candault.

### Climat
Pour des articles plus généraux, voir Climat de la Bourgogne-Franche-Comté et Climat de l'Yonne.
En 2010, le climat de la commune est de type climat océanique dégradé des plaines du Centre et du Nord, selon une étude du Centre national de la recherche scientifique s'appuyant sur une série de données couvrant la période 1971-2000. En 2020, Météo-France publie une typologie des climats de la France métropolitaine dans laquelle la commune est exposée à un climat océanique altéré et est dans la région climatique Lorraine, plateau de Langres, Morvan, caractérisée par un hiver rude (1,5 °C), des vents modérés et des brouillards fréquents en automne et hiver.
Pour la période 1971-2000, la température annuelle moyenne est de 10,5 °C, avec une amplitude thermique annuelle de 15,9 °C. Le cumul annuel moyen de précipitations est de 838 mm, avec 12,1 jours de précipitations en janvier et 8,2 jours en juillet. Pour la période 1991-2020, la température moyenne annuelle observée sur la station météorologique de Météo-France la plus proche, « St André », sur la commune de Saint-André-en-Terre-Plaine à 14 km à vol d'oiseau, est de 11,3 °C et le cumul annuel moyen de précipitations est de 849,9 mm. 
La température maximale relevée sur cette station est de 41,3 °C, atteinte le 24 juillet 2019 ; la température minimale est de −16 °C, atteinte le 20 décembre 2009,,.
Les paramètres climatiques de la commune ont été estimés pour le milieu du siècle (2041-2070) selon différents scénarios d'émission de gaz à effet de serre à partir des nouvelles projections climatiques de référence DRIAS-2020. Ils sont consultables sur un site dédié publié par Météo-France en novembre 2022.

## Urbanisme

### Typologie
Au 1er janvier 2024, Thory est catégorisée commune rurale à habitat dispersé, selon la nouvelle grille communale de densité à sept niveaux définie par l'Insee en 2022.
Elle est située hors unité urbaine. Par ailleurs la commune fait partie de l'aire d'attraction d'Avallon, dont elle est une commune de la couronne,. Cette aire, qui regroupe 74 communes, est catégorisée dans les aires de moins de 50 000 habitants,.

### Occupation des sols
L'occupation des sols de la commune, telle qu'elle ressort de la base de données européenne d’occupation biophysique des sols Corine Land Cover (CLC), est marquée par l'importance des territoires agricoles (68,2 % en 2018), une proportion sensiblement équivalente à celle de 1990 (68,3 %). La répartition détaillée en 2018 est la suivante : 
terres arables (36,7 %), prairies (31,6 %), forêts (28,6 %), zones urbanisées (3,2 %). L'évolution de l’occupation des sols de la commune et de ses infrastructures peut être observée sur les différentes représentations cartographiques du territoire : la carte de Cassini (XVIIIe siècle), la carte d'état-major (1820-1866) et les cartes ou photos aériennes de l'IGN pour la période actuelle (1950 à aujourd'hui).

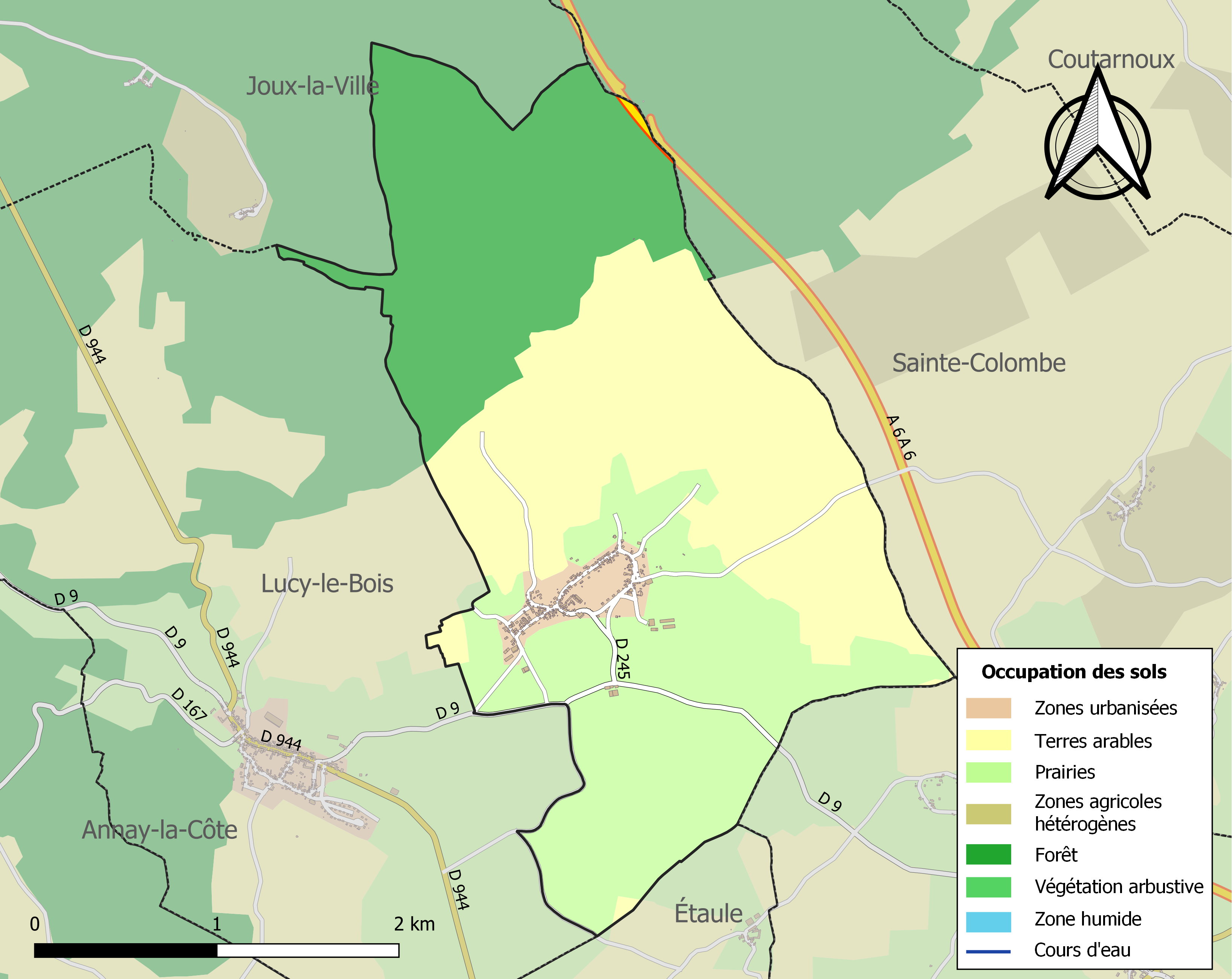
Carte des infrastructures et de l'occupation des sols de la commune en 2018 (CLC).

## Toponymie
Thory est mentionné sous les formes latinisées Thoreyum et Thoriacum au Moyen Âge et appartient à une série de toponymes bien représentés en France : Tauriac, Thorey, Thoiry, etc. composés avec le nom de personne gallo-romain Taurius qui dérive de taurus lequel signifie le Taureau et avec le suffixe -acum.

## Histoire

### Époques préhistorique et gauloise
« On aurait trouvé une lame de silex pour tout indice du passage de l'homme primitif qui, en ces temps lointains, fréquentait les grottes de la Cure et ne connaissait pas le métal.  Peut-être faut-il rappeler à cette époque une perle d'ambre jaune qui appartiendrait aussi bien à l'époque du métal. » Le lieu-dit Pierrelée semble être une variante de pierre levée. Une tradition conserverait le souvenir d'une grande borne plantée dans un champ, ce qui était la coutume pour marquer un fait important. Il existe encore de ces pierres longues à Voutenay-sur-Cure, Châtel-Gérard et Pisy. On trouve des traces des Celtes en plusieurs endroits. À l'entrée du village à l'ouest, dans le chemin même et sous une couche de pierres, on a découvert une sépulture contenant deux corps abrités par des dalles formant le toit et accompagnés de débris de poteries. Au Champ-Cheveau, vers 1856, dans un tumulus, il y avait trois corps dont un très grand et un autre d'enfant.« Ils étaient renfermés chacun, dans une caisse carrée formée de dalles, et une longue épée reposait au côté du corps de belle stature. Les trois squelettes portaient au cou un collier formé de petits anneaux de bronze formant comme une chaîne, ils avaient aux bras des anneaux pleins et non fermés et aux jambes des anneaux pareils mais creux et fermés. » Tout a disparu et la description seule assez vraisemblable s'est conservée. À l'entrée du village, vers 1888, une même caisse carrée formée par des laves contenait avec des ossements un fragment d'épée. On croit pouvoir classer ces découvertes dans la section gauloise, d'après le rapport qui en est fait.

### Époque gallo-romaine
Une première villa devait se trouver près de l'église, un peu en deçà où dans une fosse de 2 mètres de profondeur, on a découvert une statue de divinité qui avait sans doute là un culte. La statue, déposée au musée d'Avallon, mesure 0,42 m de hauteur sur 0,20 m de largeur. Elle est taillée dans un calcaire blanc dit oolithique qui doit provenir de Champ-Rotard à Coutarnoux, mais qui s'est corrodée par l'humidité ne laissant plus la netteté des contours; on y sent tout de même l'œuvre d'un artiste. Elle a été décrite par Bardin, dans le Bulletin de la Société d'études (1876, p. 81) puis par le commandant Espérandieu dans son Recueil général des bas-reliefs, statues et bustes de la Gaule romaine (t.3, n°2216). Voici sa description : « Stèle à sommet cintré formant dossier, découverte au village de Thory.Calcaire tendre très friable, représentant un homme barbu debout vêtu d'une tunique courte et d'un manteau flottant agrafé sur l'épaule droite, chaussé, tenant de la main droite un vase en forme d'olla, s'appuyant de l'autre main sur le fer d'un maillet dont le manche repose sur un tonneau couché. C'est une divinité gauloise connue sous le nom de Dispater ». La chevelure est abondante et touffue recouvrant une figure expressive ; la tunique semble serrée à la ceinture où elle est légèrement bouffante, le corps est bien proportionné et bien campé sur ses jambes dans l'attitude d'un marcheur. Seulement le maillet ne porte sur rien et l'auteur aura supposé le tonneau d'après d'autres spécimens, l'objet ayant pu disparaître. L'œuvre daterait de 200 apr. J.-C. Elle nous apporte la figure de Jupiter, comme le concevaient les Gaulois (Bardin en avait fait un Mercure...).
« Près de la fontaine Leverlin, vers 1860, on a trouvé presque à fleur de terre, une sorte de four voûté, une aire en briques, un petit aqueduc, fait de pierres debout, et plusieurs monnaies romaines en mauvais état.» Dans le même lieu, on a découvert dans un meurger une tête en pierre avec une partie du buste qui se voit au Bourg-Moreau, dans un mur de porte cochère. C'est une tête de vieillard de grandeur naturelle, la chevelure et la barbe touffues et négligées. Au-dessus de la tête fixée dans un cadre en pierre, une petite croix en relief et au bas du buste l'inscription St PRE, mis pour Saint Pierre, forment toute la décoration. Cette tête paraît être celle d'un dieu terme romain, faisant partie des bornes sacrées qu'on plantait à la limite des propriétés. Au lieu-dit la terre de l'Isle, près de la forêt d'Hervaux, on déterra vers 1860 une meule romaine de près d'un mètre de diamètre, qui se trouvait au voisinage d'une aire faite de pierres cimentées de chaux et de sable et mesurant 2,50 m de diamètre. Une villa importante, que font reconnaître les débris de tuiles à rebords, était située sur le plateau nord à la limite de Thory et de Sainte-Colombe, au lieu-dit le Closeau de Vaudran. C'est là qu'on a découvert vers 1876 une sépulture relatée par Bardin.
«Des carriers en extrayant de la pierre, ont rencontré un caveau sépulcral et qui sans aucun doute avait déjà été ouvert. Il ne contenait que de minces ossements, des tuiles à rebords de petites dimension, du bois noirci et une sorte de béton dans le fond du caveau et sur les côtés. Il renfermait en outre les objets suivants qui ont été recueillis : deux épingles à cheveux, un stylet portant un cachet à son extrémité, le pied d'un coffret en bronze d'un bon travail, le col d'un vase en verre, dit lacrymatoire, les débris de cinq vases d'une pâte fine avec reflets métalliques, des clous de 12 cm, des crochets variés et d'autres ferrements qui sont entrés dans la construction du caveau. Ce serait une sépulture de la fin de l'Empire, c'est-à-dire 500 ans environ apr. J.-C. »
À quelque distance de là, dans la côte des vignes, on aurait trouvé d'autres sépultures, aussi bien que dans le champ de la Tournelle. Ces villas et sépultures, ces statues dénotent la résidence de riches Gallo-Romains dont le premier dut donner son nom au domaine en culture. De cette époque on possède également une monnaie en argent de Domitien et deux autres en bronze.

### Époque franc-burgonde
406, invasion des Vandales de Germanie. L'Avallonnais, traversé par une grande voie romaine, ne fut pas épargné. Les Burgondes et les Francs s'installèrent dans la région. L'époque mérovingienne est marquée à Thory par une donation de l'abbé Waré, de Flavigny, qui avait de grands biens dans l'Avallonnais, à Quarré, Voutenay-sur-Cure, Dissangis, Cussy, Chassigny. Il fit don en 606 à un monastère de sa ville de deux domaines appelés Balderias et Anglias du "pays d'Avallon "qui pourraient être Vaudran et Angely.
La présence de sarcophages mérovingiens à Lucy-le-Bois permet de penser que la région a présenté un certain intérêt pour la population de l'époque. « On a découvert en 1910, au milieu du village, une arme de 0,40 m de longueur, composée d'une tige de fer ronde. Elle est creuse en bas pour l'emmanchement et se termine en pointe, mais elle porte une petite pointe aigüe dirigée en bas en forme de crochet. Ce n'est pas l'angon des Francs, elle s'en rapproche et pourrait être des temps de Charlemagne».

### Moyen Âge
Thory, restreint aux terres qui touchent au finage de Lucy, avait ses seigneurs dès le XIIe siècle. On cite Arnaud de Thory, Robert le Roux et Pierre Bernard, chevaliers, Hugues de la Forêt qui donnent à l'abbaye de Marcilly un domaine possédé en commun. On voit aussi à la fin du XIIIe siècle une dame de Thory, du nom de Reine, sœur de Bure de Prey, qui fut enterrée au monastère de Marcilly, auquel elle avait donné le moulin d'Aquin et des terres. Le seigneur de Noyers dont dépendait celui de Prey avait aussi des terres sur Thory, à la même époque. Les seigneurs de L'Isle avaient de même certains droits. Le duc de Bourgogne jouissait du droit de justice, qui passa au roi lors de la réunion de cette province à la France. On trouve encore parmi les notables :
- Guillaume de Thory, fils de Bure et bienfaiteur de Reigny  en 1240,
- Rohans de Thory,
- Renaud,
- Berroz,
- Guiot de Roiffe en 1265.

Dans l'obituaire d'Avallon, on signale des donations faites par de simples particuliers : Agnès de Thory en 1270, Guy le Porcher, Jean, Aymond de Thory.
Dans le Cartulaire de l'Abbaye de Saint-Martin d'Autun, la Charte N°:XC de 1294, reconnait le droit de mainmorte à Thory.
Les possessions du seigneur de Prey allèrent à son petit-fils Oudart d'Etaules, grand maître de l'hôtel du Roi, vers 1340. Mais par suite d'une alliance conclue vers 1394, la famille d'Avout succéda à celle de Prey.

### Époque moderne

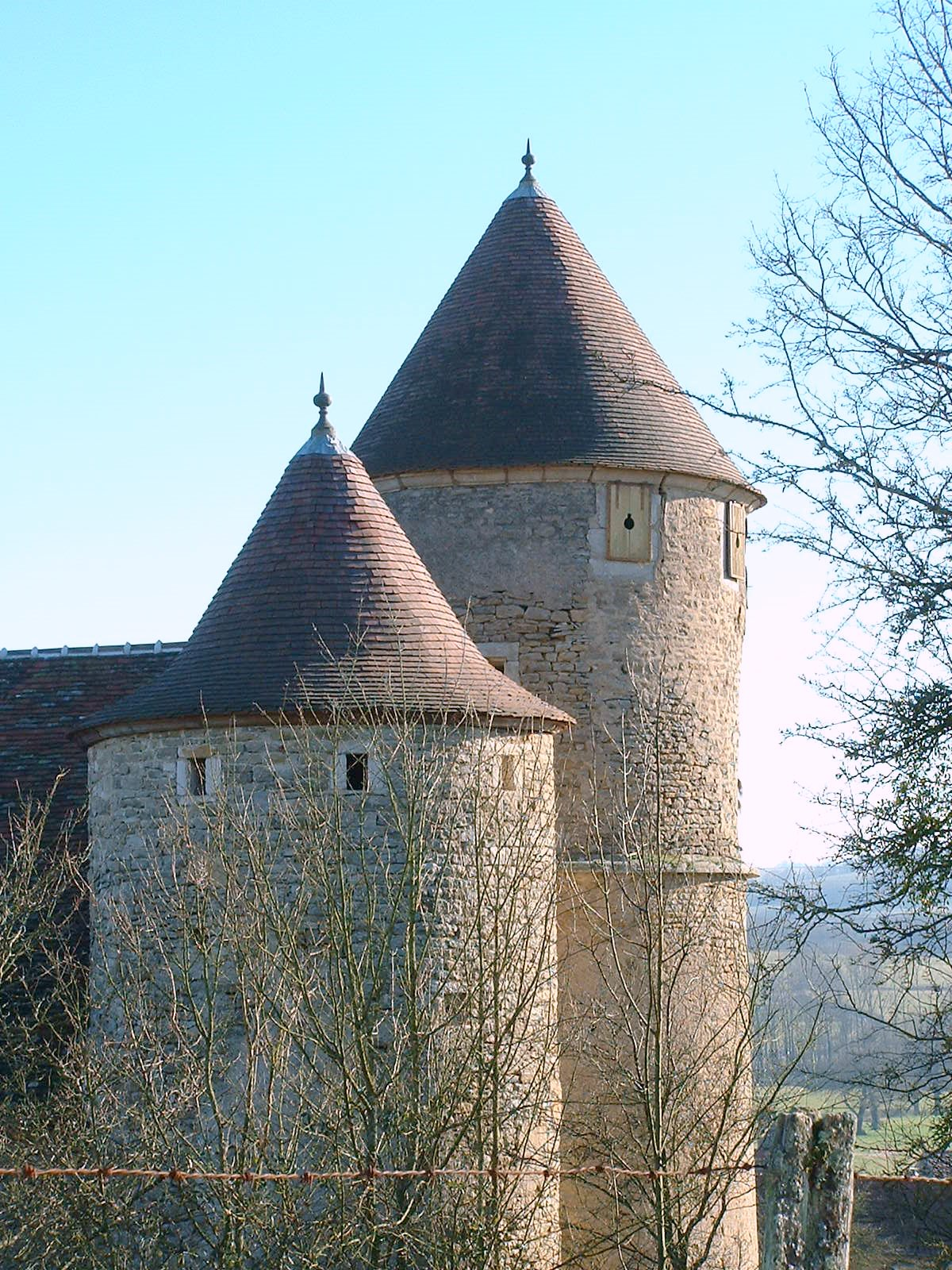

Les Regnaudin, en 1500,  possèdent un domaine d'une certaine importance qui deviendra le château. C'était une famille bourgeoise résidant à la ville et fournissant son contingent d'hommes de loi et d'administration. Elle venait à Thory passer la belle saison, faire les récoltes et les vendanges et se livrer au plaisir de la chasse.
Le dernier descendant des Regnaudin, François, eut de son mariage avec Sébastienne Darmes, d'une ancienne famille, deux filles Anne et Jehanne, qui se marièrent, la première à un Espagnol au service de la France ; Ferrant de Carramanda qu'on appela Carramagne, la seconde à Jehan de Belsunce, seigneur de Pancy.
En 1540, ce fut la famille de Sacquespée qui, par le mariage de Bastienne d'Avout avec François, occupa le domaine jusqu'en 1605. Enfin Sacquespée, seigneur de Prey, se dessaisit par une vente de tous ses droits sur Thory, en faveur de François Carramagne, qui était dit seigneur de Thory, ayant réuni entre ses mains tous les droits, même la justice royale, en 1555, qu'il obtint de Henri II pour 124 livres 16 sols tournois. De l'union de François de Carramagne avec Anne de Thianges naquit Marie qui épousa Henri de Moroges, du Nivernais.
« Un des quatre enfants de ce mariage, Jacques, fut seigneur de Thory ; il mourut sans postérité en 1718 et ses biens furent partagés. Mais sa sœur, Anne, mariée à Jacques Dize, hérita du titre et il passa à Henri Honoré de Piolenc lors du mariage avec Françoise, la fille d'Anne. Henri de Piolenc eut deux fils, et ce fut Jean, abbé de Saint-Pierre de Flavigny, qui eut la seigneurie de Thory. »
Jusque-là, c'est la même famille qui a possédé la terre de Thory ; elle va changer de maître en 1758 par la vente que l'abbé de Piolenc en fait à la dame Bénigne Laureau, veuve de Edme-Bernard le Tors, conseiller à la Cour des monnaies. À sa mort, en 1788, ses cinq enfants se partagèrent ses biens et la seigneurie de Thory revint à l'aîné, Hubert-François, conseiller au Parlement de Dijon, qui se maria avec Jeanne-Edmée Champion fille du maire d'Avallon. Il fut le dernier seigneur de Thory : la terre, simple propriété, passa ensuite à sa fille mariée à Laureau de Thory, puis à sa petite-fille mariée au comte de Trébons ; ces familles sont aujourd'hui éteintes.
Entre 1820 et 1870, on a vu tourner un moulin qu'alimentait un ruisseau avec sa pièce d'eau ; il était situé au nord de Thory, près du Bourg-Moreau, au lieu-dit "champ de l'Étang". Il a disparu ainsi qu'une ferme dite la métairie de Saint-Martin, dans le bois de ce nom ; elle est citée par un acte de 1758 et inscrite sur la carte de 1760 sous le nom de "la Grotte".
Le 6 septembre 1850 est une date importante pour Thory : celle de sa naissance en tant que commune indépendante. Le Conseil Général de l'Yonne émet un avis favorable «pour la distraction du hameau de Thory de la commune de Lucy-le-Bois et son érection en commune ».
Les croix sont nombreuses et rappellent plus ou moins la mission de 1860. La première est à l'angle de la route de Provency croisant celle du village. La deuxième est près de l'entrée  au débouché de la route de Lucy-le-Bois. La troisième, au milieu du village est une croix de fer sur piédestal de pierre. La quatrième est dans le quartier de la Rue près du Bourg-Moreau. La cinquième qui n'a gardé que le plot, était située sur le chemin du bois Burot. La sixième est à l'entrée du village, à l'ouest, sur le chemin qui fait la limite de Lucy-le-Bois.
La chapelle est envisagée dès 1848 ; ce n'est qu'en 1859 que devenant église, elle sera bénite. En 1887 grâce au don de Louis Tissier  et aux plans de l'architecte Baudoin d'Avallon, la flèche est bâtie. La sacristie et la chapelle du Sacré-Cœur seront édifiées en 1891.

## Politique et administration
| Période                                  | Période  | Identité            | Étiquette | Qualité              |
| ---------------------------------------- | -------- | ------------------- | --------- | -------------------- |
| 1871                                     | 1877     | Openeau             |           |                      |
| 1877                                     | 1881     | Prétot              |           |                      |
| 1881                                     | 1882     | Breuillard          |           |                      |
| 1882                                     | 1893     | A. Prétot           |           |                      |
| 1893                                     | ≥1902    | Michelin            |           |                      |
| Les données manquantes sont à compléter. |          |                     |           |                      |
| 1926                                     | 1977     | Jules Collin        |           |                      |
| 1977                                     | 2020     | Jean-Louis Michelin |           | agriculteur          |
| 2020                                     | En cours | Maryse Olivieri     |           | secrétaire-comptable |
| Les données manquantes sont à compléter. |          |                     |           |                      |

## Démographie
L'évolution du nombre d'habitants est connue à travers les recensements de la population effectués dans la commune depuis 1866. Pour les communes de moins de 10 000 habitants, une enquête de recensement portant sur toute la population est réalisée tous les cinq ans, les populations de référence des années intermédiaires étant quant à elles estimées par interpolation ou extrapolation. Pour la commune, le premier recensement exhaustif entrant dans le cadre du nouveau dispositif a été réalisé en 2007.

En 2022, la commune comptait 193 habitants, en évolution de −5,85 % par rapport à 2016 (Yonne : −1,95 %, France hors Mayotte : +2,11 %).
| 1866 | 1872 | 1876 | 1881 | 1886 | 1891 | 1896 | 1901 | 1906 |
| ---- | ---- | ---- | ---- | ---- | ---- | ---- | ---- | ---- |
| 350  | 343  | 364  | 334  | 316  | 317  | 300  | 277  | 238  |

| 1911 | 1921 | 1926 | 1931 | 1936 | 1946 | 1954 | 1962 | 1968 |
| ---- | ---- | ---- | ---- | ---- | ---- | ---- | ---- | ---- |
| 227  | 199  | 198  | 206  | 246  | 177  | 179  | 182  | 176  |

| 1975 | 1982 | 1990 | 1999 | 2006 | 2007 | 2012 | 2017 | 2022 |
| ---- | ---- | ---- | ---- | ---- | ---- | ---- | ---- | ---- |
| 131  | 162  | 171  | 170  | 186  | 188  | 200  | 203  | 193  |

## Culture locale et patrimoine

### Lieux et monuments

#### L'église
Les habitants de Thory, désireux de posséder une église, lancèrent une souscription afin de réunir les fonds nécessaires à sa construction. Commencée en 1848, elle fut terminée en 1852, son plan reprenant celui des chapelles du XIIIe siècle. Le clocher, don d'un habitant, fut édifié en 1885.

Église de Thory.
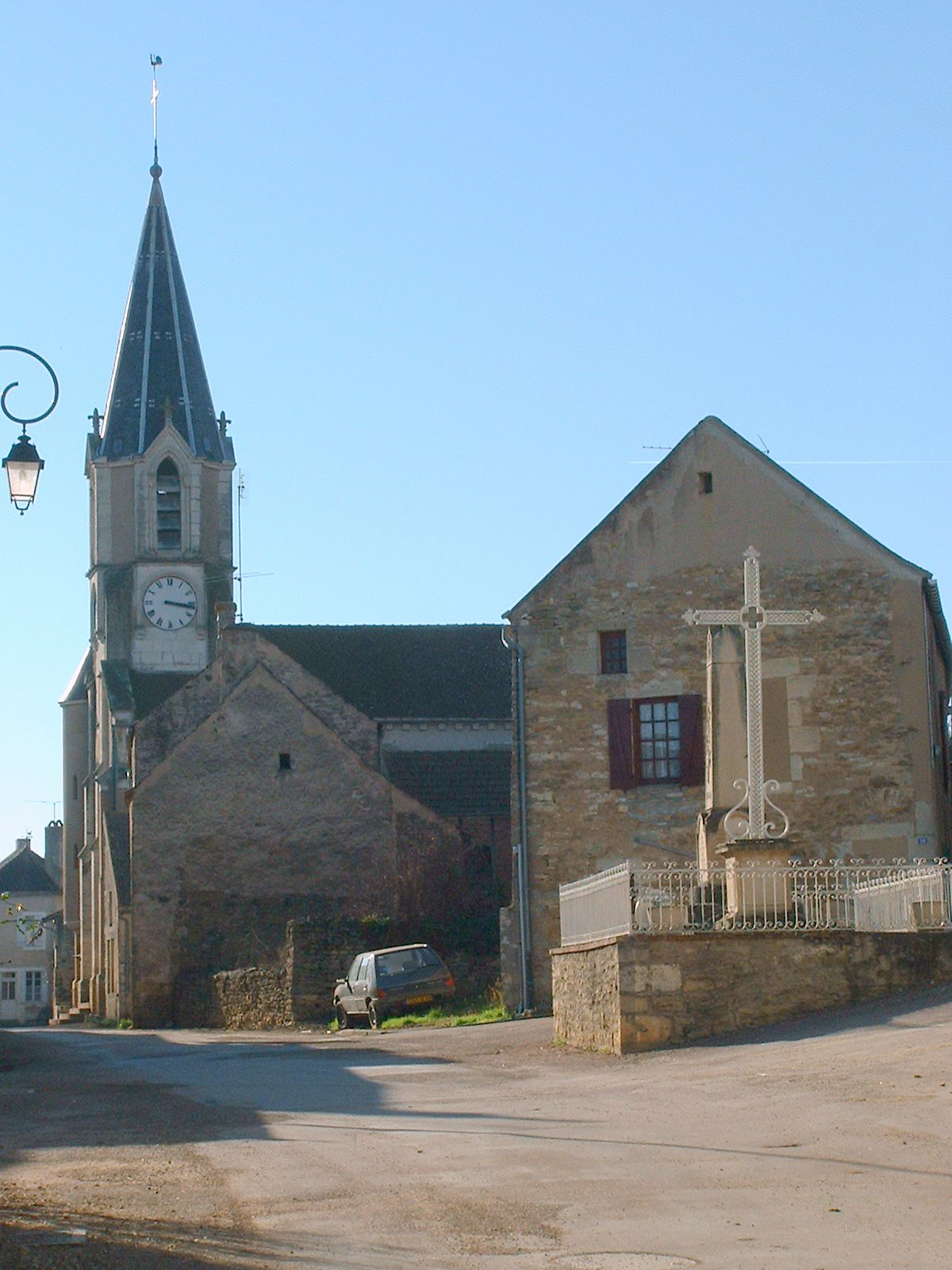
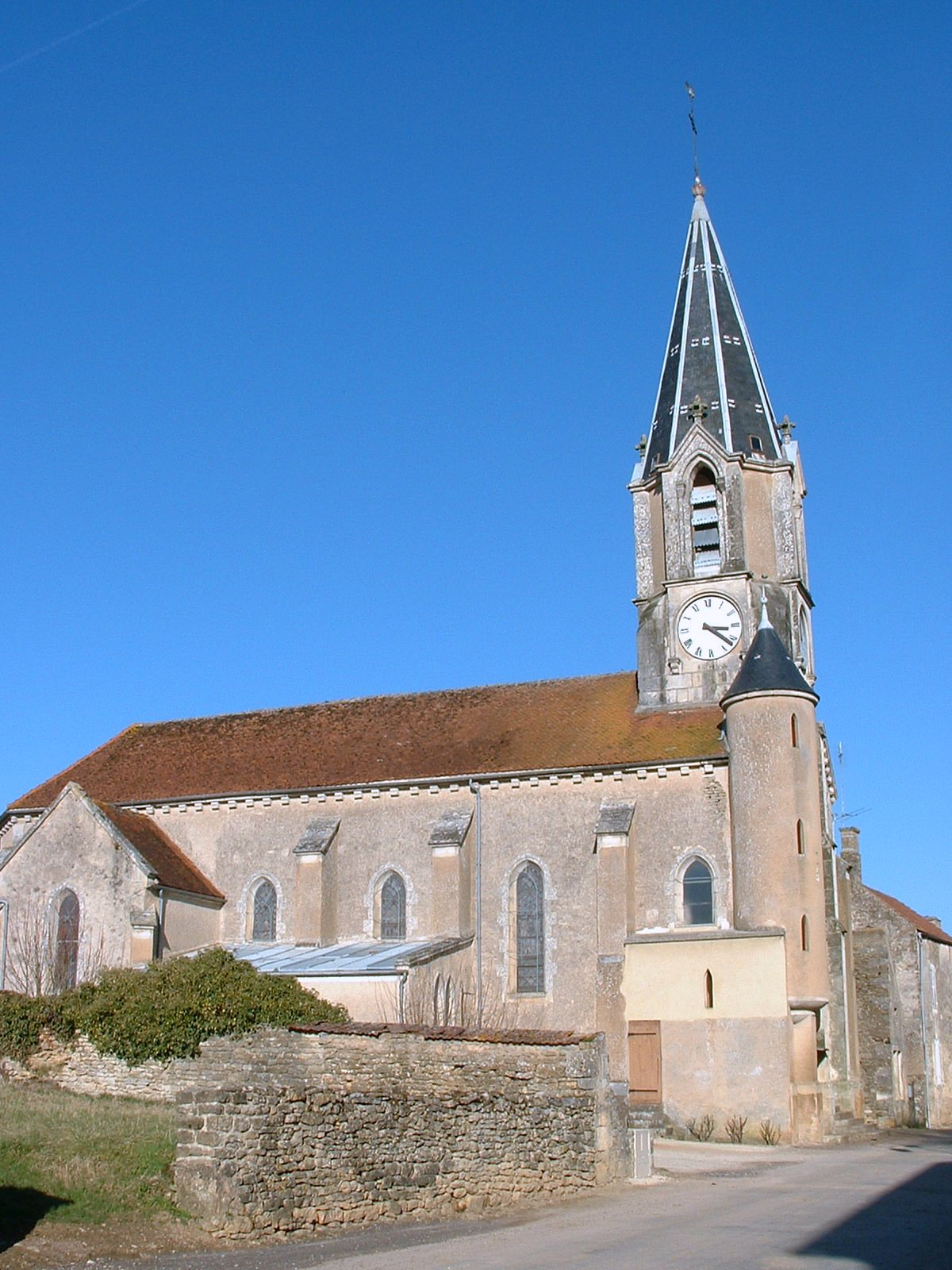
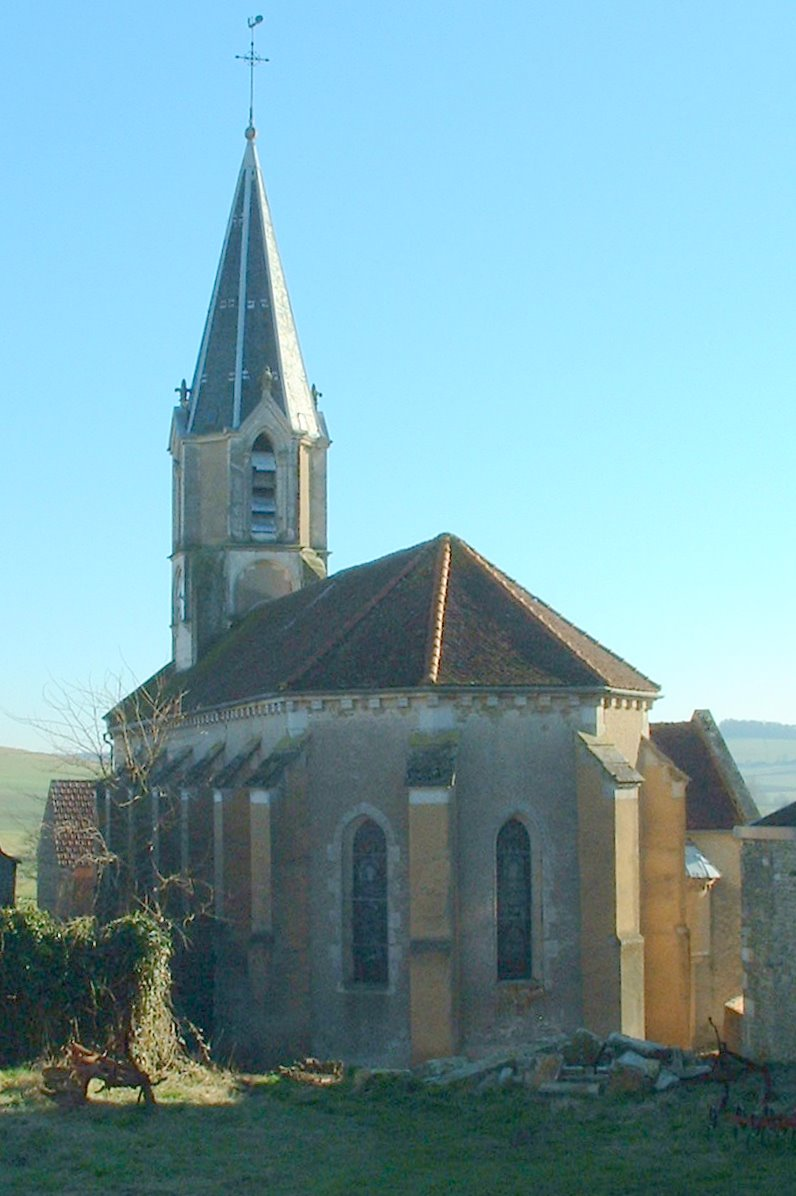

#### Le château
Avec les familles et les circonstances, les domaines subissent souvent des changements, et Thory en fournit un exemple. À l'arrivée des Prévost, vers 1300, époque de tranquillité, un simple mur de clôture entourait l'habitation et ses dépendances.  Mais dans la guerre de Cent Ans, après le traité de Guillon imposé par les Anglais, Jean Barrault dut se protéger contre les bandes de routiers qui avaient déjà surpris Montréal et dévasté Lucy-le-Bois. Le château fut donc pourvu de quelques moyens de défense : des murs épais à créneaux, des fossés, un pont-levis à la porte.
On sait par le terrier de 1510, quel était le domaine de Thory ; il comprenait d'après l'acte des « meix, maisons, prés, terres, vignes, fossés, colombier, bois et buissons ». On voit pour ce qui est des habitations, que le « meix(habitation principale) est ceint et fermé de murailles, à l'environ duquel sont bonnes, belles et grandes maisons, caves et vinées... et au plus près du dit meix, chapelle et plusieurs édifices.» Ce n'était donc pas encore ce qu'on appelle une maison-forte, c'était une grande maison de bourgeois dont les possesseurs avaient leur résidence habituelle à Avallon et passaient à Thory la belle saison pour les récoltes et les vendanges.
La succession de Jehan Regnauldin, père de deux filles, fait connaître l'état des lieux en 1555, lorsque survint le partage entre Ferrant de Carramagne, mari d'Anne, et Jehan de Belsunce, mari de Jehanne. Carramagne eut pour sa part « le corps de maison de Thory, de pignon à pignon, plus un corps de logis appelé le fenaul Guelault, la chapelle et le portail de ladite chapelle pour entrer et sortir à la voye commune, la moitié de la cour de la maison. »  Jehan de Belsunce eut «  le corps de logis appelé la Salle avec cave voûtée, le pressoir attenant et l'étable, le grand portail dessus l'étable, le jardin tenant par-dessus au fenaul Guelault et tout le reste de la cour. » La cour du meix de Thory devait être séparée en deux par une muraille à mortier de douze pieds de hauteur et Carramagne était tenu de murer les ouvertures de la vieille maison d'en bas, regardant sur la cour de Belsunce.
On voit donc deux habitations séparées par une cour, celle du bas, dite la plus ancienne, était à Carramagne, celle du haut était à Belsunce de Pancy. Carramagne qui avait adopté la France pour patrie et servait dans son armée, résidait seul au meix Regnauldin, et comme il avait acheté du roi, en 1555, les droits de justice, il devenait seigneur de Thory. Ses goûts militaires le portèrent à transformer son meix en château-fort ou plutôt en maison-forte, comme il convenait d'ailleurs à un seigneur. Pour donner à sa résidence l'unité défensive, il dut s'entendre avec son beau-frère et lui acheter sa part : c'était assez, non pour résister à l'attaque d'une troupe de soldats, mais pour protéger les habitants contre les bandes de maraudeurs courant la campagne.

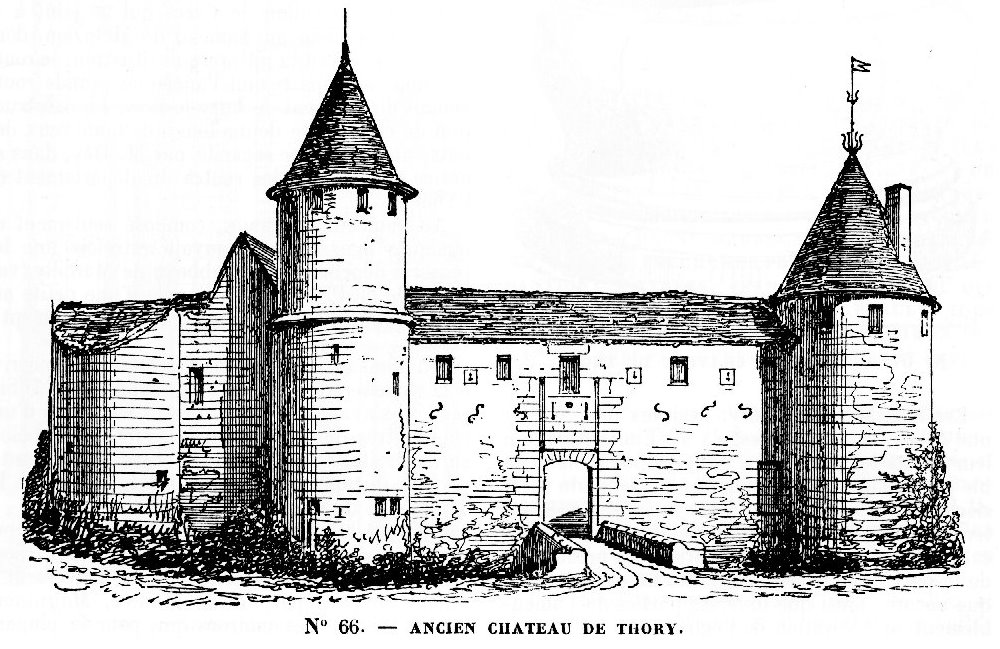
Le château (dessin de Victor Petit, 1870).

Il faut avoir vu le dessin de Victor Petit de 1870 et lu la description de M.Baudenet de 1895, pour comprendre que ce château de second ordre représentait bien le manoir d'un petit seigneur vivant dans ses terres.
Autrefois, le plan du château formait un rectangle occupé sur les côtés longs par des bâtiments parallèles, de 35 mètres de longueur, à distance de 20 mètres. Le château, bâti sur le flanc d'une colline exposée au midi, avait ses deux logis terminés à l'est par des tours carrées et à l'ouest par des tours rondes. Le côté de l'est était fermé par une muraille reliant les tours carrées ; le côté de l'ouest avait une pareille muraille, mais de 1,50 m de largeur, bâtie au mortier de terre et qui supportait une galerie en charpente, de 3 mètres de largeur, faisant communiquer les tours rondes. C'est dans ce mur que s'ouvrait la porte que protégeait un pont-levis. Les murs garnis de créneaux et défendus par des fossés avaient leurs tours percées de meurtrières au tir rasant ; il s'en trouvait une trentaine au moins dont vingt-trois sont encore visibles. Elles ne servaient pas à des canons, car on voit par leur dimension que ces embrasures recevaient simplement de gros fusils appelés couleuvrines.

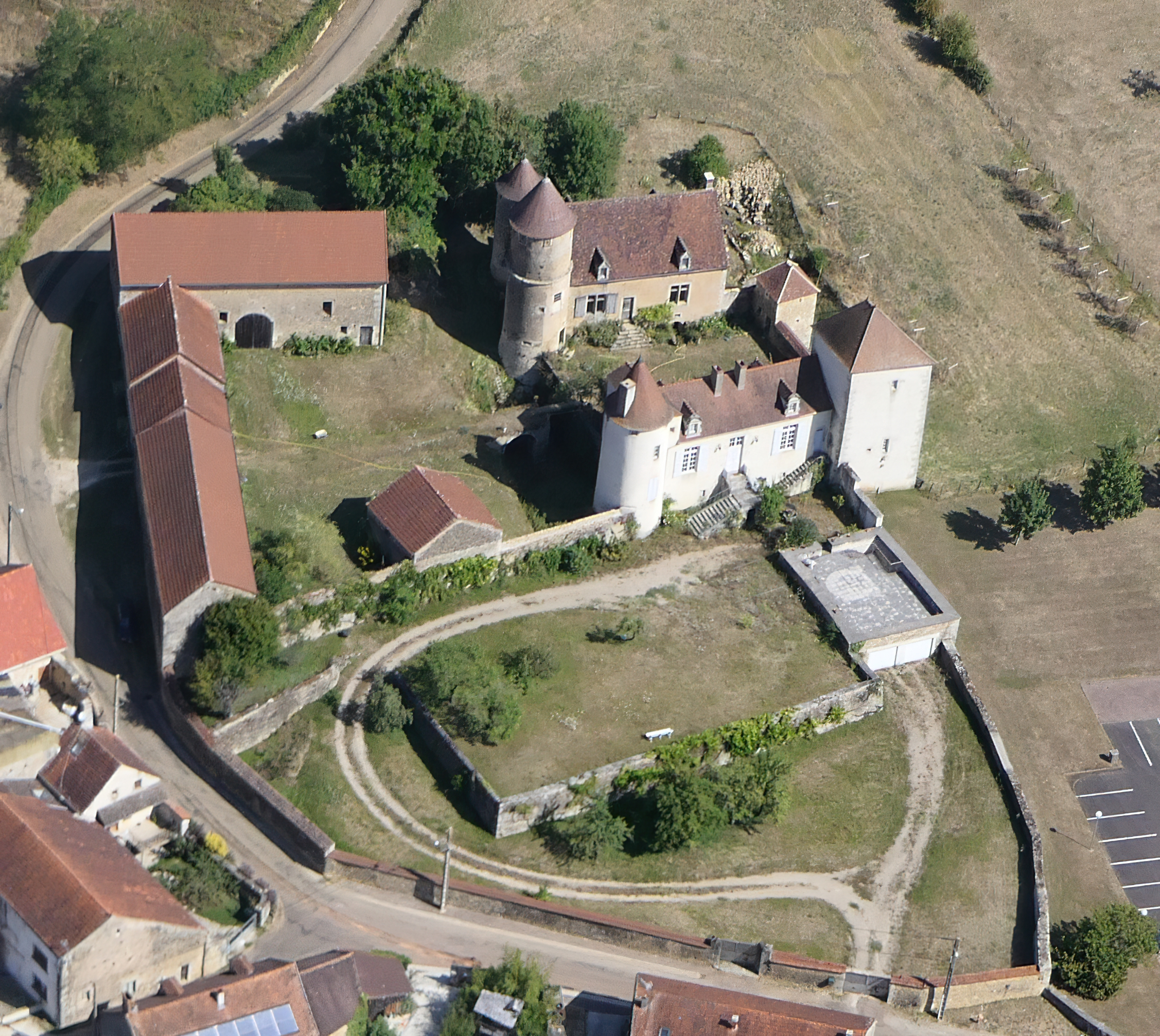
Château de Thory dans son ensemble

Que reste-t-il de cet ensemble constituant une grande maisonnée ? Le bâtiment du haut a perdu sa tour carrée, la muraille défensive de l'est devenue mur de clôture et l'autre muraille pourvue d'une porte et d'une galerie. Mais le façade du logis porte encore le cachet du XVIe siècle avec sa grande  fenêtre à meneau vertical, ses flamanches à fronton triangulaire orné d'un écusson et sa petite porte extérieur marquée d'une forte moulure en accolade. On remarque sur le côté à l'ouest, hors du plan, une tour en partie ruinée, garnie d'embrasures en haut comme en bas, qu'on peut regarder comme plus ancienne que les autres : ce serait la première défense élevée après la guerre de Cent Ans.
Le bâtiment d'en bas, bien modifié, a été acheté par la commune pour presbytère du dernier propriétaire, M. de Trébons, en 1876. C'est «la vieille maison », celle des Carramagne, brûlée par les protestants en 1569, et dont l'extérieur et l'intérieur prirent le cachet de la maison bourgeoise du XVIIIe siècle. On y voit une cave qui occupe toute la longueur du bâtiment et au pied de la tour carrée, la margelle d'un puits au corps ventru qui se trouvait dans l'ancienne cour. Devant cette tour s'élève un bâtiment inachevé qu'on appelle la «maison de Pancy » ; et la tradition rapporte que les deux beaux-frères s'étant brouillés, le seigneur de Pancy fit construire ce lourd bâtiment pour masquer la vue des Carramagne. Mais la tradition est muette sur l'existence même de la chapelle qui devait être un petit édifice s'ouvrant sur « le chemin du château » ou sur «le chemin des dames » . Par contre, on désigne dans le jardin du presbytère un endroit encore pourvu de débris de constructions et qu'on appelle «le carcan » ce qui pourrait être le pilori.
L'histoire militaire de la maison-forte n'est pas longue. En 1569, le duc de Deux-Ponts Wolfgang de Bavière, surnommé Wolfgang le Cruel, arrivait d'Allemagne avec une armée pour porter secours aux protestants qui occupaient Vézelay. Il assiégea Avallon sans pouvoir le prendre, et pour se venger il ravagea les villages du voisinage. Un détachement se dirigea vers Thory, et les défenseurs du château à son approche s'étant enfuis dans les bois, il pilla et brûla le logis des Carramagne. L'ennemi voulait emmener une couleuvrine comme trophée, mais il dut l'abandonner dans les terres détrempées. « Cette pièce  existait encore en 1862, mais lors des réjouissances qui marquèrent l'érection de la commune, elle se brisa sous les charges répétées. » On voit dans la vente du château faite à Letors, en 1758 qu'il est encore parlé « des pièces d'artillerie, de la chaîne du pont-levis et de la cloche. »

Château de Thory.
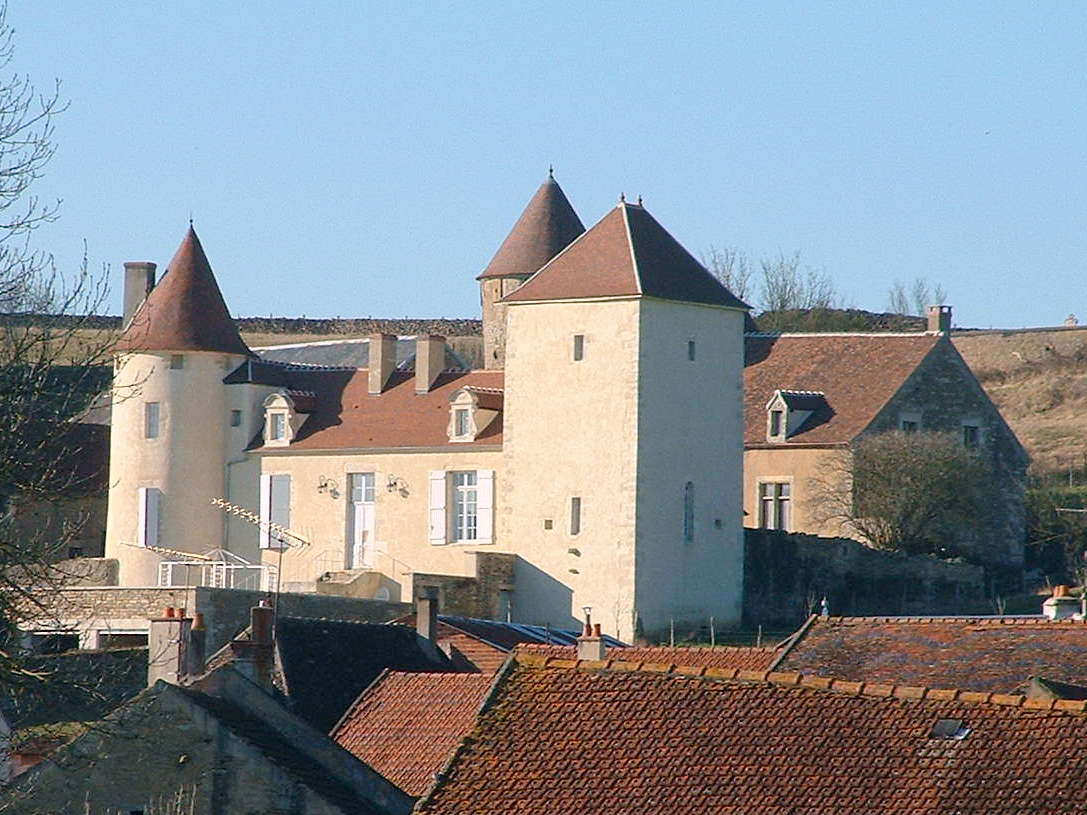
Vue générale.
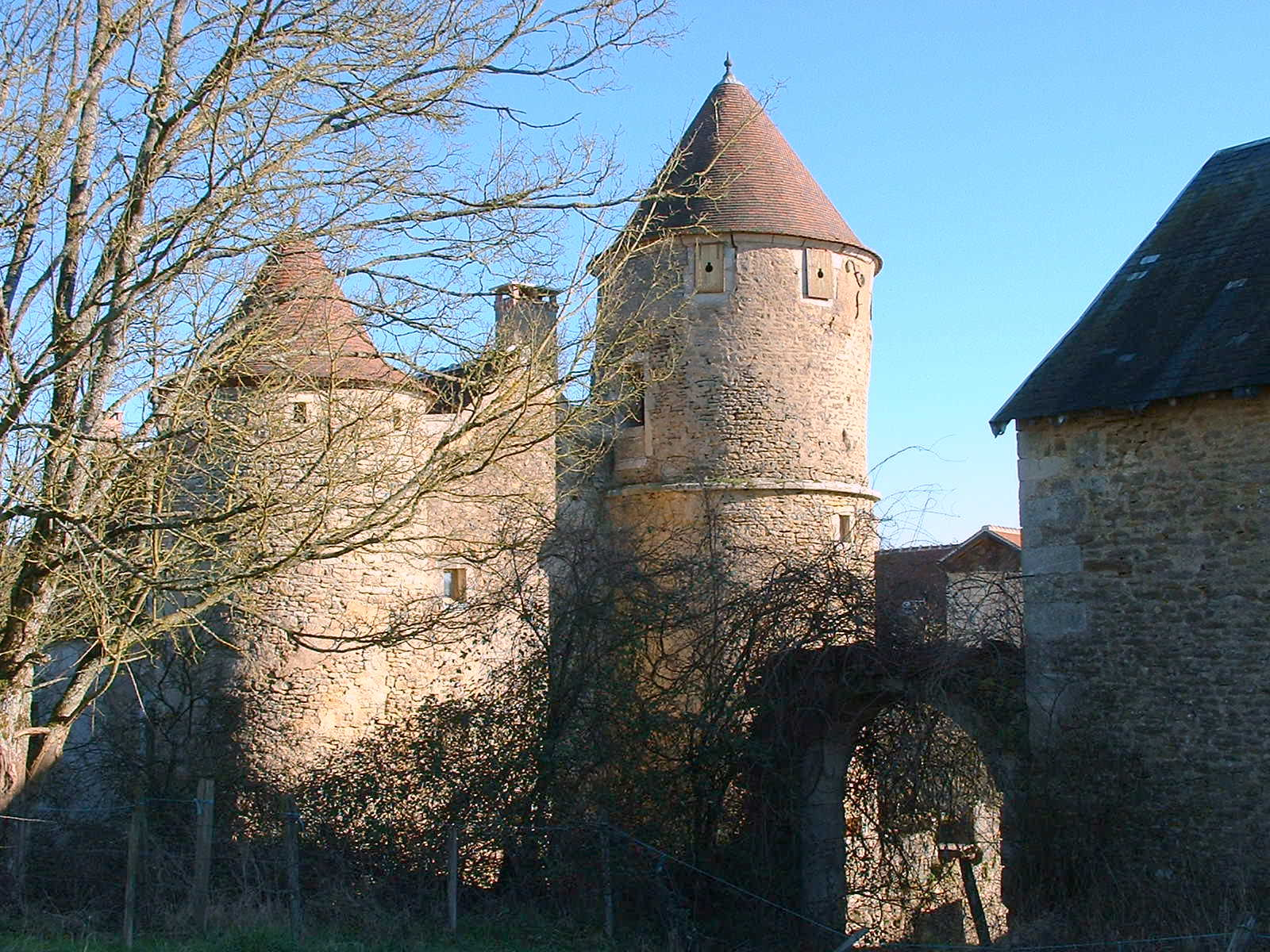
Tours à poivrière.
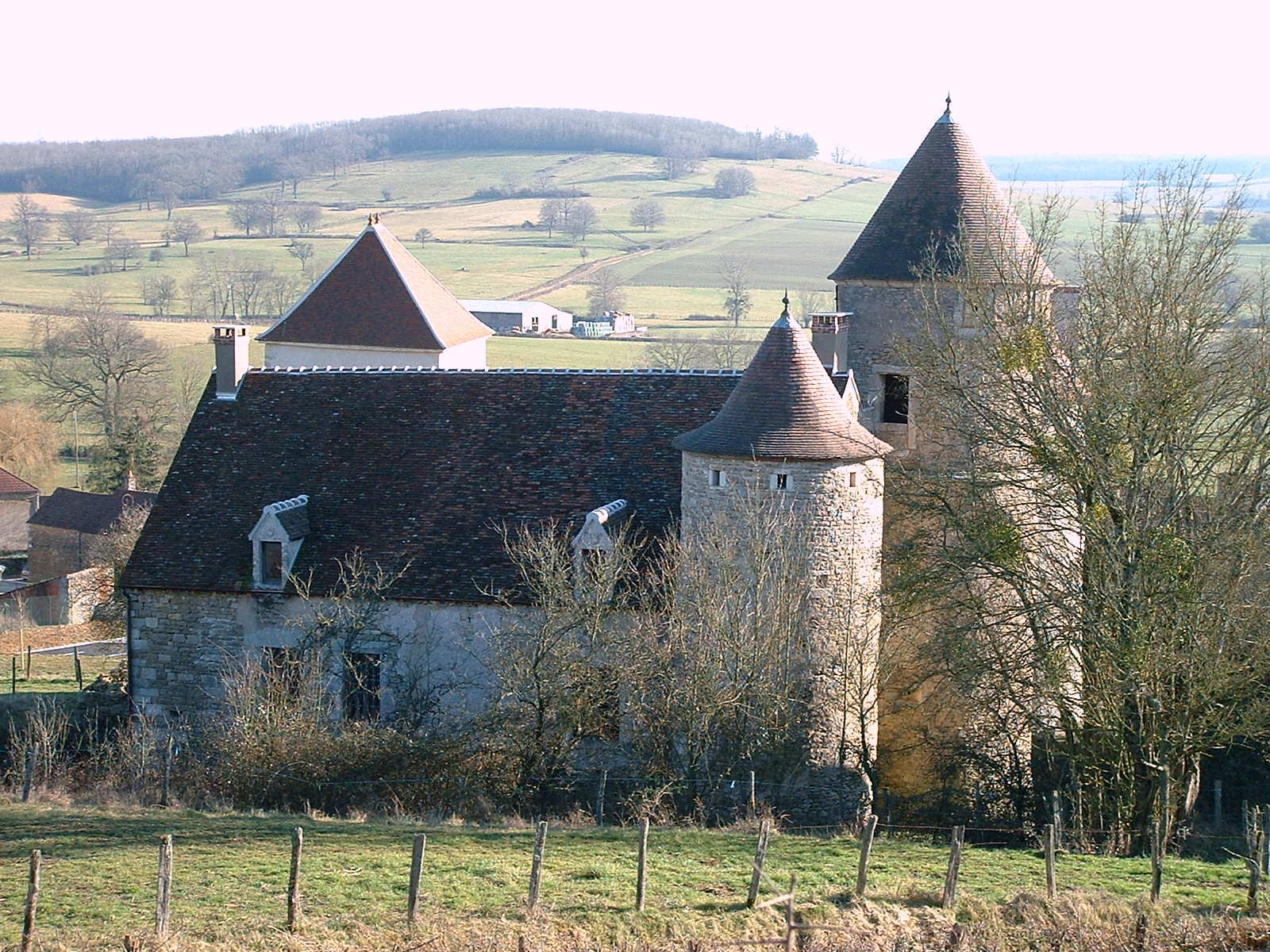

### Personnalités liées à la commune
- Jean Marie Laureau de Thory (Autun (Saône-et-Loire), 12 juillet 1782 - Avallon (Yonne), 9 juin 1853[34]), historien et homme politique français (ancien membre du conseil général de Saône-et-Loire), président de la Société éduenne en 1839, marié à la fille du dernier seigneur de Thory[35].

## Pour approfondir